# Fussball-Club Rot-Weiß Erfurt 1998-1999
Questa voce raccoglie le informazioni riguardanti il Fussball-Club Rot-Weiß Erfurt nelle competizioni ufficiali della stagione 1998-1999.

## Stagione
Nella stagione 1998-1999 il Rot Weiss Erfurt, allenato da Jürgen Raab, concluse il campionato di Regionalliga nordest al 10º posto. In Coppa di Germania il Rot Weiss Erfurt fu eliminato al primo turno dall'Eintracht Francoforte.

## Rosa
| N. |                      | Ruolo | Calciatore         |
| -- | -------------------- | ----- | ------------------ |
| 19 | Germania (bandiera)  | C     | Silvio Pätz        |
| 22 | Germania (bandiera)  | D     | Danny Bach         |
|    | Germania (bandiera)  | P     | Rainer Hoffmeister |
|    | Germania (bandiera)  | P     | Steffen Kraus      |
|    | Polonia (bandiera)   | P     | Michael Mähler     |
|    | Germania (bandiera)  | D     | Ronny Fuhrmann     |
|    | Germania (bandiera)  | D     | Jens Große         |
|    | Germania (bandiera)  | D     | Heiko Nowak        |
|    | Germania (bandiera)  | D     | Michael Schmidt    |
|    | Germania (bandiera)  | D     | André Tews         |
|    | Australia (bandiera) | C     | Tony Alilovic      |
|    | Germania (bandiera)  | C     | Marco Engelhardt   |
|    | Germania (bandiera)  | C     | Christian Ertmer   |

| N. |                                 | Ruolo | Calciatore        |
| -- | ------------------------------- | ----- | ----------------- |
|    | Croazia (bandiera)              | C     | Armando Mlinar    |
|    | Germania (bandiera)             | C     | Thomas Münzberg   |
|    | Bosnia ed Erzegovina (bandiera) | C     | Miloš Nedić       |
|    | Germania (bandiera)             | C     | Stefan Otto       |
|    | Germania (bandiera)             | C     | Nico Scheller     |
|    | Germania (bandiera)             | C     | Piet Schönberg    |
|    | Lituania (bandiera)             | C     | Gediminas Sugzda  |
|    | Germania (bandiera)             | C     | Frank Tanne       |
|    | Germania (bandiera)             | C     | Stefan Treitl     |
|    | Germania (bandiera)             | C     | Jürgen Walther    |
|    | Germania (bandiera)             | C     | Jan Wehrmann      |
|    | Russia (bandiera)               | A     | Denis Koslov      |
|    | Germania (bandiera)             | A     | Patrick Steinmetz |

## Organigramma societario
Area tecnica
- Allenatore: Jürgen Raab
- Allenatore in seconda:
- Preparatore dei portieri:
- Preparatori atletici:
- Analisi video:

## Calciomercato

### Sessione estiva
| Acquisti | Acquisti           | Acquisti          | Acquisti |
| R.       | Nome               | da                | Modalità |
| -------- | ------------------ | ----------------- | -------- |
| D        | Danny Bach         | Plauen            |          |
| A        | Sebastian Helbig   | Bayer Leverkusen  |          |
| P        | Rainer Hoffmeister | Zwickau           |          |
| C        | Armando Mlinar     | Suhopolje         |          |
| C        | Miloš Nedić        | Sachsen Lipsia    |          |
| C        | Stefan Otto        | Wacker Nordhausen |          |

| Cessioni | Cessioni         | Cessioni          | Cessioni |
| R.       | Nome             | a                 | Modalità |
| -------- | ---------------- | ----------------- | -------- |
| A        | Sebastian Helbig | Energie Cottbus   |          |
| A        | Gabor Nagy       | Dinamo Dresda     |          |
| A        | Samuel Taubmann  | Kickers Offenbach |          |

### Sessione invernale
| Acquisti | Acquisti | Acquisti | Acquisti |
| R.       | Nome     | da       | Modalità |
| -------- | -------- | -------- | -------- |

| Cessioni | Cessioni       | Cessioni   | Cessioni |
| R.       | Nome           | a          | Modalità |
| -------- | -------------- | ---------- | -------- |
| P        | Dirk Heinrichs | Babelsberg |          |

## Risultati

### Regionalliga nordest

#### Girone di andata
| Erfurt 1º agosto 1998, ore 14:00 CEST 1ª giornata | Rot-Weiß Erfurt | 0 – 0 referto | Erzgebirge Aue | Steigerwaldstadion (3 000 spett.)\| Arbitro: \| Sax \| |
| Arbitro:                                          | Sax             |               |                |                                                        |

| Arbitro: | Reimer |

|            |           |                         |
| Wojtal 56’ | Marcatori | 48’ Helbig 90’ Scheller |

| Arbitro: | Sather |

|                      |           |                   |
| Sugzda 10’, 42’, 71’ | Marcatori | 73’ (aut.) Helbig |

| Arbitro: | Blumenstein |

|               |           |            |
| Filipović 68’ | Marcatori | 55’ Sugzda |

| Arbitro: | Richter |

|                       |           |          |
| Koslov 47’ Sugzda 70’ | Marcatori | 80’ Nagy |

| Arbitro: | Köpp |

|             |           |            |
| Liebers 36’ | Marcatori | 15’ Helbig |

| Arbitro: | Bley |

|              |           |               |
| Alilovic 42’ | Marcatori | 23’ Hannemann |

| Arbitro: | Cyrklaff |

|                       |           |  |
| Bergner 42’ Közle 89’ | Marcatori |  |

| Arbitro: | Voigt |

|                        |           |                         |
| Helbig 25’ Schmidt 66’ | Marcatori | 78’ Nowacki 80’ Rusayev |

| Arbitro: | Cyrklaff |

|                                    |           |          |
| Daňko 6’ Ziegner 8’, 42’ Milde 63’ | Marcatori | 74’ Otto |

| Arbitro: | Fleske |

|                 |           |           |
| Helbig 41’, 77’ | Marcatori | 48’ Günes |

| Arbitro: | Richter |

|            |           |                                          |
| Oesker 88’ | Marcatori | 44’ Walther 56’, 77’ Alilovic 84’ Helbig |

| Arbitro: | Kiefer |

|            |           |                        |
| Koslov 50’ | Marcatori | 35’ Dittgen 35’ Mbidzo |

| Arbitro: | Melms |

|              |           |            |
| Spranger 45’ | Marcatori | 24’ Koslov |

| Arbitro: | Binkowski |

|  |           |           |
|  | Marcatori | 48’ Binke |

| Arbitro: | Reimer |

|  |           |          |
|  | Marcatori | 77’ Otto |

| Arbitro: | Dittrich |

|                      |           |  |
| Schönberg 26’ (rig.) | Marcatori |  |

#### Girone di ritorno
| Arbitro: | Robel |

|                                      |           |                     |
| Miftari 8’ Tautenhahn 45’ Pagels 69’ | Marcatori | 70’ Treitl 75’ Otto |

| Arbitro: | Dommaschk |

|                          |           |  |
| Treitl 37’ Schönberg 71’ | Marcatori |  |

| Arbitro: | Sturm |

|            |           |          |
| Klenge 38’ | Marcatori | 31’ Bach |

| Arbitro: | Cyrklaff |

|            |           |  |
| Koslov 76’ | Marcatori |  |

| Arbitro: | Scheibel |

|                      |           |  |
| Patschinski 40’, 41’ | Marcatori |  |

| Arbitro: | Melms |

|               |           |                            |
| Schönberg 44’ | Marcatori | 15’ Bittermann 66’ Tetzner |

| Arbitro: | Zschoke |

|              |           |          |
| Zentrich 41’ | Marcatori | 72’ Otto |

| Arbitro: | Zschoke |

|                       |           |          |
| Koslov 44’ Treitl 73’ | Marcatori | 65’ Boer |

| Arbitro: | Schößling |

|  |           |            |
|  | Marcatori | 60’ Treitl |

| Arbitro: | Reimer |

|  |           |                      |
|  | Marcatori | 22’ Jank 81’ Popović |

| Berlino 5 aprile 1999, ore 14:00 CEST 28ª giornata | Croatia Berlino | 0 – 0 referto | Rot-Weiß Erfurt | Friedrich-Ebert-Stadion (220 spett.)\| Arbitro: \| Kokel \| |
| Arbitro:                                           | Kokel           |               |                 |                                                             |

| Arbitro: | Schößling |

|             |           |                                      |
| Schmidt 69’ | Marcatori | 29’ Bengs 43’ Lau 57’ März 84’ Kipre |

| Arbitro: | Reck |

|                      |           |  |
| Nyhlén 41’ Lazic 44’ | Marcatori |  |

| Arbitro: | Scheibel |

|  |           |                         |
|  | Marcatori | 10’ Hölzel 32’ Krasselt |

| Arbitro: | Melms |

|                |           |  |
| Gleis 29’, 64’ | Marcatori |  |

| Arbitro: | Weinert |

|                                               |           |                  |
| Sugzda 22’, 70’ Schönberg 48’ Koslov 72’, 80’ | Marcatori | 59’ Dadunashvili |

| Arbitro: | Sather |

|                                |           |            |
| Brestrich 7’, 50’ Aberkane 80’ | Marcatori | 72’ Sugzda |

### Coppa di Germania
| Arbitro: | Fröhlich |

|              |           |                                                                     |
| Scheller 89’ | Marcatori | 45’ Sobotzik 61’ Pisont 72’ Yang 78’ Gebhardt 80’, 84’ Westerthaler |

## Statistiche

### Statistiche di squadra
| Competizione         | Punti | In casa | In casa | In casa | In casa | In casa | In casa | In trasferta | In trasferta | In trasferta | In trasferta | In trasferta | In trasferta | Totale | Totale | Totale | Totale | Totale | Totale | DR  |
| Competizione         | Punti | G       | V       | N       | P       | Gf      | Gs      | G            | V            | N            | P            | Gf           | Gs           | G      | V      | N      | P      | Gf     | Gs     | DR  |
| -------------------- | ----- | ------- | ------- | ------- | ------- | ------- | ------- | ------------ | ------------ | ------------ | ------------ | ------------ | ------------ | ------ | ------ | ------ | ------ | ------ | ------ | --- |
| Regionalliga nordest | 45    | 17      | 8       | 3       | 6       | 24      | 21      | 17           | 4            | 6            | 7            | 17           | 25           | 34     | 12     | 9      | 13     | 41     | 46     | -5  |
| Coppa di Germania    | -     | 1       | 0       | 0       | 1       | 1       | 6       | 0            | 0            | 0            | 0            | 0            | 0            | 1      | 0      | 0      | 1      | 1      | 6      | -5  |
| Totale               | 45    | 18      | 8       | 3       | 7       | 25      | 27      | 17           | 4            | 6            | 7            | 17           | 25           | 35     | 12     | 9      | 14     | 42     | 52     | -10 |

### Andamento in campionato
| Giornata  | 1  | 2 | 3 | 4 | 5 | 6 | 7 | 8 | 9 | 10 | 11 | 12 | 13 | 14 | 15 | 16 | 17 | 18 | 19 | 20 | 21 | 22 | 23 | 24 | 25 | 26 | 27 | 28 | 29 | 30 | 31 | 32 | 33 | 34 |
| --------- | -- | - | - | - | - | - | - | - | - | -- | -- | -- | -- | -- | -- | -- | -- | -- | -- | -- | -- | -- | -- | -- | -- | -- | -- | -- | -- | -- | -- | -- | -- | -- |
| Luogo     | C  | T | C | T | C | T | C | T | C | T  | C  | T  | C  | T  | C  | T  | C  | T  | C  | T  | C  | T  | C  | T  | C  | T  | C  | T  | C  | T  | C  | T  | C  | T  |
| Risultato | N  | V | V | N | V | N | N | P | N | P  | V  | V  | P  | N  | P  | V  | V  | P  | V  | N  | V  | P  | P  | N  | V  | V  | P  | N  | P  | P  | P  | P  | V  | P  |
| Posizione | 10 | 6 | 2 | 3 | 2 | 4 | 5 | 7 | 7 | 10 | 10 | 8  | 9  | 9  | 9  | 9  | 8  | 8  | 8  | 8  | 8  | 10 | 10 | 10 | 9  | 9  | 9  | 9  | 10 | 10 | 10 | 10 | 10 | 10 |

Legenda:

Luogo: C = Casa; T = Trasferta. Risultato: V = Vittoria; N = Pareggio; P = Sconfitta.

### Statistiche dei giocatori
| Giocatore      | Regionalliga | Regionalliga | Regionalliga | Regionalliga | Coppa di Germania | Coppa di Germania | Coppa di Germania | Coppa di Germania | Totale   | Totale | Totale      | Totale     |
| Giocatore      | Presenze     | Reti         | Ammonizioni  | Espulsioni   | Presenze          | Reti              | Ammonizioni       | Espulsioni        | Presenze | Reti   | Ammonizioni | Espulsioni |
| -------------- | ------------ | ------------ | ------------ | ------------ | ----------------- | ----------------- | ----------------- | ----------------- | -------- | ------ | ----------- | ---------- |
| T. Alilovic    | 22           | 3            | 1            | 0            | 0                 | 0                 | 0                 | 0                 | 22       | 3      | 1           | 0          |
| D. Bach        | 20           | 1            | 8            | 0            | 0                 | 0                 | 0                 | 0                 | 20       | 1      | 8           | 0          |
| M. Engelhardt  | 4            | 0            | 1            | 0            | 0                 | 0                 | 0                 | 0                 | 4        | 0      | 1           | 0          |
| C. Ertmer      | 14           | 0            | 2            | 1            | 1                 | 0                 | 0                 | 0                 | 15       | 0      | 2           | 1          |
| R. Fuhrmann    | 8            | 0            | 0            | 0            | 0                 | 0                 | 0                 | 0                 | 8        | 0      | 0           | 0          |
| J. Große       | 25           | 0            | 7            | 1            | 1                 | 0                 | 0                 | 0                 | 26       | 0      | 7           | 1          |
| D. Heinrichs   | 1            | 0            | 0            | 0            | 0                 | 0                 | 0                 | 0                 | 1        | 0      | 0           | 0          |
| S. Helbig      | 12           | 6            | 3            | 0            | 1                 | 0                 | 0                 | 0                 | 13       | 6      | 3           | 0          |
| R. Hoffmeister | 2            | 0            | 0            | 0            | 0                 | 0                 | 0                 | 0                 | 2        | 0      | 0           | 0          |
| D. Koslov      | 28           | 7            | 1            | 0            | 1                 | 0                 | 0                 | 0                 | 29       | 7      | 1           | 0          |
| S. Kraus       | 30           | 0            | 1            | 1            | 1                 | 0                 | 0                 | 0                 | 31       | 0      | 1           | 1          |
| A. Mlinar      | 2            | 0            | 1            | 0            | 0                 | 0                 | 0                 | 0                 | 2        | 0      | 1           | 0          |
| M. Mähler      | 2            | 0            | 0            | 0            | 0                 | 0                 | 0                 | 0                 | 2        | 0      | 0           | 0          |
| T. Münzberg    | 7            | 0            | 1            | 0            | 0                 | 0                 | 0                 | 0                 | 7        | 0      | 1           | 0          |
| M. Nedić       | 9            | 0            | 3            | 1            | 1                 | 0                 | 0                 | 0                 | 10       | 0      | 3           | 1          |
| H. Nowak       | 0            | 0            | 0            | 0            | 0                 | 0                 | 0                 | 0                 | 0        | 0      | 0           | 0          |
| S. Otto        | 33           | 4            | 3            | 0            | 1                 | 0                 | 1                 | 0                 | 34       | 4      | 4           | 0          |
| S. Pätz        | 18           | 0            | 0            | 0            | 1                 | 0                 | 0                 | 0                 | 19       | 0      | 0           | 0          |
| N. Scheller    | 31           | 1            | 4            | 1            | 1                 | 1                 | 0                 | 0                 | 32       | 2      | 4           | 1          |
| M. Schmidt     | 31           | 2            | 4            | 0            | 1                 | 0                 | 0                 | 0                 | 32       | 2      | 4           | 0          |
| P. Schönberg   | 30           | 4            | 6            | 1            | 0                 | 0                 | 0                 | 0                 | 30       | 4      | 6           | 1          |
| P. Steinmetz   | 3            | 0            | 0            | 0            | 0                 | 0                 | 0                 | 0                 | 3        | 0      | 0           | 0          |
| G. Sugzda      | 25           | 8            | 3            | 0            | 1                 | 0                 | 0                 | 0                 | 26       | 8      | 3           | 0          |
| F. Tanne       | 10           | 0            | 1            | 0            | 0                 | 0                 | 0                 | 0                 | 10       | 0      | 1           | 0          |
| A. Tews        | 30           | 0            | 11           | 4            | 1                 | 0                 | 0                 | 0                 | 31       | 0      | 11          | 4          |
| S. Treitl      | 19           | 4            | 0            | 0            | 0                 | 0                 | 0                 | 0                 | 19       | 4      | 0           | 0          |
| J. Walther     | 8            | 1            | 2            | 0            | 0                 | 0                 | 0                 | 0                 | 8        | 1      | 2           | 0          |
| J. Wehrmann    | 23           | 0            | 2            | 0            | 1                 | 0                 | 0                 | 0                 | 24       | 0      | 2           | 0          |